# Semiothisa fuscomarginaria
Semiothisa fuscomarginaria är en fjärilsart som beskrevs av Franz Dannehl 1927. Semiothisa fuscomarginaria ingår i släktet Semiothisa och familjen mätare. Inga underarter finns listade i Catalogue of Life.